# Colliano

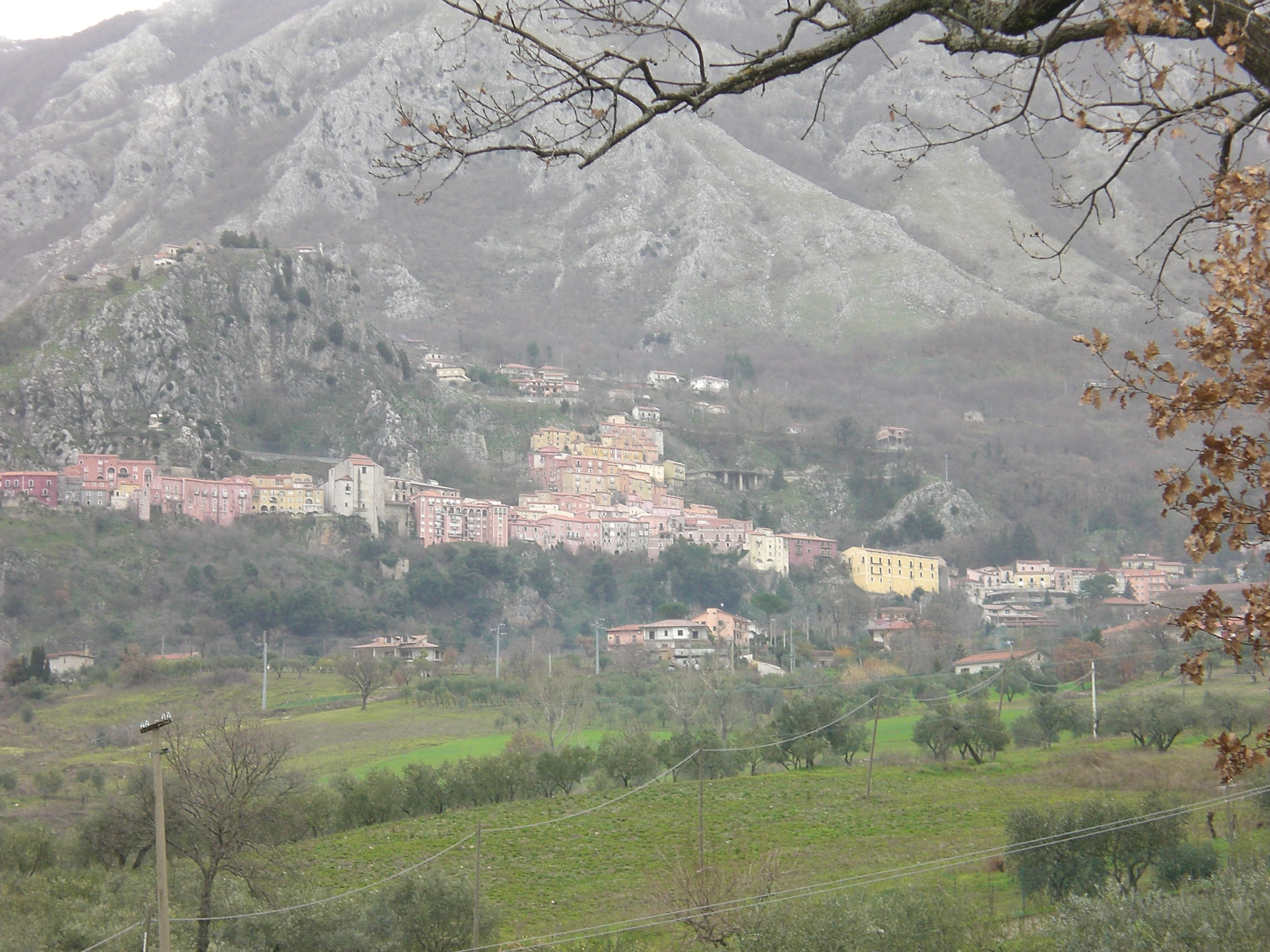
Blick auf Colliano

Colliano ist eine italienische Gemeinde mit 3405 Einwohnern (Stand 31. Dezember 2023) in der Provinz Salerno in der Region Kampanien. Sie ist Bestandteil der Comunità Montana Tanagro - Alto e Medio Sele.

## Geografie
Die Nachbargemeinden sind Buccino, Contursi Terme, Laviano, Muro Lucano (PZ), Oliveto Citra, Palomonte, San Gregorio Magno und Valva. Die Ortsteile sind Bagni, Bisigliano, Collianello, Macchia Grande, Macchia Piccola, San Vittore, Sasso und Valle di Raio.